# Iluminación en televisión
En televisión, se llama iluminación al control de la luz y las sombras. 
Las luces y las sombras son necesarias para mostrar las formas y las texturas de los cuerpos u objetos colocados frente a la cámara. En televisión, la iluminación se usa también para sugerir ambientes y sentimientos.

## Luz principal (key light)
Es la fuente principal de iluminación. Su función es la de revelar las formas básicas del sujeto. Debe producir sombras. Por lo general, se utilizan lámparas de Fresnel o cazuelas. Un proyector de luz puntual es situado a la altura y orientado hacia el actor con un ángulo vertical entre 20º y 45°. No se sitúa justo frente del actor, sino que llega a éste desde un lateral, con un ángulo de incidencia horizontal de entre 30° y 45°. Esta luz es intensa y muy directiva. Ilumina los rasgos y detalles principales del personaje y aunque podría dar un resultado aceptable aun siendo la única fuente de luz, no aporta demasiado a la creación de profundidad.

## Luz trasera o contraluz (back light)
Colocada detrás del sujeto para separarlo de fondo del escenario, ayuda a definir la figura del sujeto y el reforzar la sensación de profundidad. Uno o dos proyectores de luz puntual iluminan al actor por detrás desde una altura que forme unos 45° con el plano horizontal. Esta luz suele tener una relación de intensidad 1:1 con la luz principal. Si el pelo o la vestimenta del actor son muy oscuros puede ser necesario que la luz de contra sea más intensa que la iluminación principal. En momentos muy dramáticos puede llegar a emplearse una fuerte luz de contra para dar sensación a la escena.

## Luz de relleno (fill light)
Colocada en el lado opuesto de la cámara con respecto de la luz Key para eliminar las sombras producidas por ella. Esta luz puede ser difusa o rebotada, ya que su función es la de rellenar: proyectores de luz reflejada, filtros difusores o superficies reflectantes blancas. Normalmente la intensidad de la luz de relleno es la mitad del nivel de la luz principal. Aunque sea una luz muy dispersa no quiere decir que no pueda generar sombras indeseadas, por lo que su correcta situación es importante. La luz de relleno viene de un lado diferente al de la luz principal, normalmente al otro lado de la cámara, situada entre 30° y 45° en el plano horizontal y emplazada también en la altura.

## Triángulo básico de iluminación
Disposición triangular de las luces principal, trasera y de relleno, que puestas de manera adecuada logran la perfecta iluminación de un sujeto situado en el centro del triángulo. Con la trasera colocada en oposición a la cámara, se logra separar el sujeto del fondo. La luz principal colocada a 45° de la cámara iluminará la textura básica del sujeto, y la luz de relleno eliminará las sombras si es puesta correctamente a 45° del otro lado de la cámara.

## Luz de fondo (background light)
Utilizando fuentes de luz directa, podemos iluminar perfectamente nuestro escenario, en esta luz se pueden colocar difusores de colores para crear la ambientación que los programas necesiten. Es la dedicada a iluminar el decorado o el ciclograma que componen el fondo del plano en la imagen. Agregar a una escena luz de fondo puede añadir textura, color y profundidad adicional a la imagen. Si no hay iluminación de fondo, el actor queda recortado sobre un fondo infinito.

## Iluminación general alta (high key)
Luz de fondo baja y luz amplia en el escenario.

## Iluminación general baja (low key)
Fondo oscuro e iluminación de las áreas seleccionadas.

## Iluminación de silueta
Son los objetos sin iluminar frente a un fondo iluminado intensamente.

## Iluminación tipo camafeo
El talento se coloca enfrente y se iluminan los objetos con luz altamente direccional, mientras que los del fondo se mantienen en la oscuridad.   